# Фононный спектр графена
В гармоническом приближении колебания атомов решётки вокруг равновесного положения представляют как набор квазичастиц, называемых фононами. Они имеют целый спин и соответственно являются бозонами. Знание фононного спектра (зависимость энергии фонона от волнового вектора) позволяет определять коэффициенты теплопроводности, скорости звука, фононные теплоёмкости, рамановские спектры и другие параметры кристаллов.

## Спектр

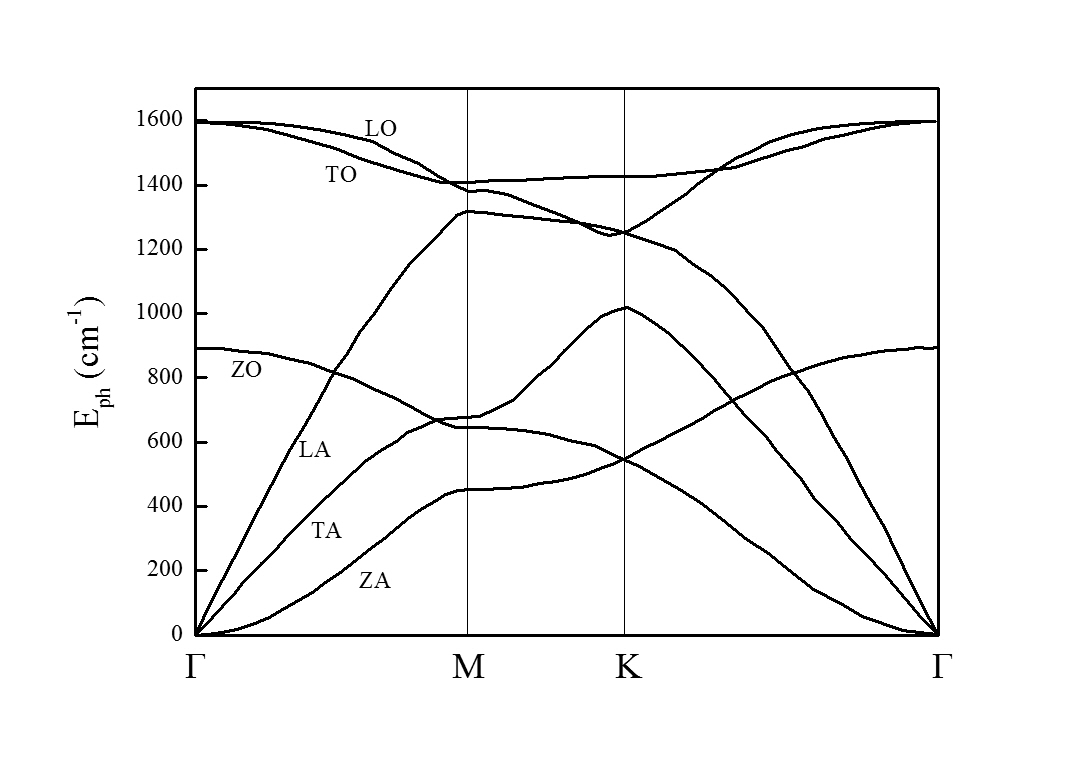
Фононный спектр графена.

В элементарной ячейке графена два атома, поэтому фононный спектр имеет три акустические моды и три моды оптических колебаний. Первые связаны со смещением всей ячейки из положения равновесия, а последним отвечают сдвиги атомов в элементарной ячейки с сохранением центра масс. Акустические моды обозначают LA, TA, ZA, а оптические LO, TO, ZO, где символы L и T обозначают продольные и поперечные фононы, распространяющиеся в плоскости кристалла, а Z — изгибным англ. flexural модам, когда атом решётки смещаются в перпендикулярном к плоскости кристалла направлении.
Для акустических мод характерна линейная зависимость частоты от волнового вектора q при q → 0 (см. рис. 1). Скорости звука для продольных и поперечных мод равны vLA = 21,3×103 м/с и vTA = 13,6×103 м/с, соответственно. Для изгибной акустической моды закон дисперсии не линейный, а квадратичный и не позволяет ввести понятие скорости звука.
Эффект ангармоничности колебаний может объяснить и аномальную температурную зависимость коэффициента теплового расширения графена. Постоянная решётки кристалла уменьшается с ростом температуры до 700 К и начинает расти при больших температурах. При комнатной температуре коэффициент расширения равен −3,7×10−6 К−1.
В графене нарушается приближение Борна — Оппенгеймера (адиабатическое приближение), гласящее, что в силу медленного движения ионных остовов решётки их можно включить в рассмотрение как возмущение, известное как фононы решётки, — основное приближение, на котором строится зонная теория твёрдых тел. Это приводит к зависимости от концентрации носителей положения G-пика в рамановском спектре графена.

## Плавление
Для ангармонических колебаний атомов в решётке, когда сила их взаимодействия нелинейным образом зависит от смещения из положения равновесия, спектр фононов меняется, в частности из-за изменения температуры. Пайерлс и Ландау в 30-е годы XX века показали, что двумерные кристаллы нестабильны при конечной температуре из-за того, что смещения атомов увеличиваются с ростом температуры и размера кристалла. Это служило одной из причин почему никто не старался получить двумерные кристаллы до получения графена в 2004 году. Главный вывод работы Пайерлса, заключающийся в том, что бесконечных идеальных свободных двумерных кристаллов не существует, не применим к реальным двумерным кристаллам, так как они обычно расположены на подложке, то есть контакт с 3-мерными подложкой или контактами позволяет избежать «плавления» двумерного кристалла. Кроме того, плоская структура двумерного кристалла оказалась идеализацией, не согласующейся с экспериментальными данными, а именно поверхность свободного висящей плёнки (на металлической сетке для просвечивающего электронного микроскопа) графена покрыта волнообразными неоднородностями, называемыми англ. ripples. Латеральный размер отдельной неоднородности составляет 5—10 нм, а смещение атома из плоскости до 1 нм при комнатной температуре.

## Список литературы
- Елецкий А. В., Искандарова И. М., Книжник А. А., Красиков Д. Н. Графен: методы получения и теплофизические свойства // УФН. — 2011. — Т. 181. — С. 227—258. — doi:10.3367/UFNr.0181.201103a.0233.
- Katsnelson M. I. Graphene: Carbon in Two Dimensions. — New York: Cambridge University Press, 2012. — 366 p. — ISBN 978-0-521-19540-9.